# Louis Henri de Pardaillan de Gondrin
Louis Henri de Pardaillan de Gondrin, markýz z Montespanu a Antinu, pán Épernonu (1640 – 1. prosince 1691) byl francouzský šlechtic, známý zejména jako manžel Madame de Montespan.

## Život
Louis Henri se narodil do rodiny nižší gaskoňské šlechty. Jeho rodiče byli Marie-Christine, baronka de Murat a paní z Épernonu a Roger-Hector Pardaillan de Gondrin, markýz z Antinu. O jeho dětství a mládí se nedochovalo mnoho informací.
V únoru 1663 se oženil s Françoise de Rochechouart de Mortemart. Z manželství vzešly dvě děti:
- Marie Christina de Pardaillan (1663–1675)
- Louis-Antoine de Pardaillan de Gondrin, vévoda z Antinu (1665–1736)

Manželství formálně trvalo až do Louisovy smrti, nebylo však šťastné. Na podzim roku 1666 se vysoce atraktivní Françoise poznala s králem Ludvíkem XIV., který tehdy již byl znuděn svou tehdejší favoritkou Louisou de La Vallière. Jeho milenkou se Françoise stala v roce 1667. Když se to Louis Henri dozvěděl, způsobil na zámku Saint-Germain-en-Laye velký skandál (přišel s jeleními parohy), jehož výsledkem ovšem bylo pouze to, že byl uvězněn ve For-l'Évêque a posléze vypovězen na své panství.
Odloučenost od Françoise nesl Louis Henri těžce, zejména po jejím prohlášení, že jediné na co je pyšná je úspěch jejích dětí. Králi porodila dalších sedm dětí, které byly vyznamenány vysokými šlechtickými tituly, zejména králův oblíbený syn Ludvík August.
Se svými dvěma dětmi žil Louis Henri v odloučenosti od světa a upnul se k náboženství. Mezi lety 1670–1686 jezdil každý rok za Françoise do Versailles. Nechal každoročně sloužit rekviem (bohoslužbu za mrtvého) za svou manželku (ačkoli mrtvá reálně nebyla) a nutil děti aby na tyto mše chodily také.
Louis Henri zemřel v prosinci roku 1691 ve věku nedožitých 51 let. Ve stejném roce odešla ode dvora i Françoise de Montespan a dožila sama v Paříži. Po její smrti král zakázal jejím dětem nosit smuteční oděv a veřejně truchlit. Jejich syn Louis-Antoine se dočkal povýšení titulu, který zdědil po otci - stal se prvním vévodou z gaskoňského Antinu.